# Primera División Femenina de baloncesto 1991-92
La temporada 1991-92 de la Liga Femenina fue la 29ª temporada de la liga femenina de baloncesto. Se disputó entre 1991 y 1992, culminando con la victoria de Dorna Godella.

## Sistema de competición

### Primera fase
- Dos grupos de 8 y 7 equipos donde juegan todos contra todos los de su grupo a dos vueltas.
- El grupo A está formados por lo siete primeros del grupo A-1 y el primero del grupo A-2 de la temporada pasada.
- El grupo B está formados por el resto de equipos de la temporada pasada.
- Los seis primeros del grupo A y el primero del B pasan directamente a los grupos 1 y 2 de la segunda fase.
- Los dos últimos del A y los clasificados en los puestos 2º y 3º del B juegan una eliminatoria intermedia a ida y vuelta. Los ganadores pasaran a los grupos 1 y 2 y los perdedores al grupo 3.
- Los cuatro últimos del B pasan directamente al grupo 3.
- El Banco Exterior no participa en la segunda fase, por lo que su clasificación no se tendrá en cuenta.

### Segunda fase
- Los grupos 1 y 2, de cuatro equipos cada uno, juegan todos contra todos los de su grupo a dos vueltas. Todos pasan a disputar las eliminatorias por el título y el factor cancha lo determinará su clasificación final.
- El grupo 3 de seis equipos juegan todos contra todos a dos vueltas. Los dos últimos clasificados descienden directamente a Primera División B.

### Playoffs
- Las eliminatorias por el título se juegan al mejor de 3 partidos jugando los 2º y 3º encuentros en la cancha del mejor clasificado.

## Primera fase

### Grupo A
| Pos. | Equipo                    | PJ | G  | P  | PF   | PC   | DP   | Pts | Clasificación o descenso                   |
| ---- | ------------------------- | -- | -- | -- | ---- | ---- | ---- | --- | ------------------------------------------ |
| 1    | Dorna Godella             | 14 | 14 | 0  | 1198 | 789  | +409 | 28  | Clasifican a la Segunda fase Grupos 1 y 2  |
| 2    | BF Zaragoza               | 14 | 10 | 4  | 1103 | 954  | +149 | 24  | Clasifican a la Segunda fase Grupos 1 y 2  |
| 3    | Banco Exterior Argentaria | 14 | 10 | 4  | 1010 | 808  | +202 | 23  |                                            |
| 4    | Xerox Vigo                | 14 | 8  | 6  | 936  | 967  | −31  | 22  | Clasifican a la Segunda fase Grupos 1 y 2  |
| 5    | Cepsa Tenerife            | 14 | 5  | 9  | 890  | 952  | −62  | 19  | Clasifican a la Segunda fase Grupos 1 y 2  |
| 6    | Pryca Manresa             | 14 | 5  | 9  | 901  | 1084 | −183 | 19  | Clasifican a la Segunda fase Grupos 1 y 2  |
| 7    | Canoe N. C.               | 14 | 4  | 10 | 871  | 1061 | −190 | 18  | Acceden a la Eliminatoria de clasificación |
| 8    | CB Navarra                | 14 | 0  | 14 | 821  | 1113 | −292 | 14  | Acceden a la Eliminatoria de clasificación |

 Fuente: BRD
Notas:
1. ↑  El Banco Exterior Argentaria es un equipo creado por la FEB para preparar jugadoras con motivo de los Juegos Olímpicos de Barcelona 1992 con sede en Madrid. Este club participa fuera de concurso, con lo cual para la clasificación oficial se no tiene en cuenta.

### Grupo B
| Pos. | Equipo                 | PJ | G  | P  | PF  | PC   | DP   | Pts | Clasificación o descenso                   |
| ---- | ---------------------- | -- | -- | -- | --- | ---- | ---- | --- | ------------------------------------------ |
| 1    | Club Juven             | 12 | 10 | 2  | 951 | 853  | +98  | 22  | Clasifican a la Segunda fase Grupos 1 y 2  |
| 2    | Sandra Gran Canaria    | 12 | 8  | 4  | 941 | 805  | +136 | 20  | Acceden a la Eliminatoria de clasificación |
| 3    | Magefesa Lugo          | 12 | 8  | 4  | 927 | 927  | 0    | 20  | Acceden a la Eliminatoria de clasificación |
| 4    | Universitari Barcelona | 12 | 6  | 6  | 845 | 841  | +4   | 18  | Clasifican a la Segunda fase Grupo 3       |
| 5    | Caja Segovia           | 12 | 6  | 6  | 946 | 957  | −11  | 18  | Clasifican a la Segunda fase Grupo 3       |
| 6    | Reus Ploms             | 12 | 2  | 10 | 884 | 921  | −37  | 14  | Clasifican a la Segunda fase Grupo 3       |
| 7    | Compañía de María      | 12 | 2  | 10 | 874 | 1046 | −172 | 14  | Clasifican a la Segunda fase Grupo 3       |

 Fuente: BRD

### Eliminatoria de clasificación
Esta eliminatoria se disputó al mejor de dos partidos (ida y vuelta), con los partidos de ida los días 4 y 5 de enero y los de vuelta los días 11 y 12 del mismo mes. Los vencedores clasifican a la Segunda fase Grupos 1 y 2 y los perdedores a la Segunda fase Grupo 3.
| Local               | Agr.    | Visitante   | Ida   | Vuelta |
| ------------------- | ------- | ----------- | ----- | ------ |
| Sandra Gran Canaria | 129–130 | CB Navarra  | 69–60 | 60–70  |
| Magefesa Lugo       | 161–162 | Canoe N. C. | 77–84 | 84–78  |

## Segunda fase

### Grupo 1
| Pos. | Equipo        | PJ | G | P | PF  | PC  | DP   | Pts | Clasificación o descenso  |
| ---- | ------------- | -- | - | - | --- | --- | ---- | --- | ------------------------- |
| 1    | Dorna Godella | 6  | 6 | 0 | 545 | 352 | +193 | 12  | Clasifican a los Playoffs |
| 2    | Xerox Vigo    | 6  | 3 | 3 | 449 | 445 | +4   | 9   | Clasifican a los Playoffs |
| 3    | Canoe N. C.   | 6  | 2 | 4 | 432 | 470 | −38  | 8   | Clasifican a los Playoffs |
| 4    | Pryca Manresa | 6  | 1 | 5 | 371 | 530 | −159 | 7   | Clasifican a los Playoffs |

 Fuente: BRD

### Grupo 2
| Pos. | Equipo         | PJ | G | P | PF  | PC  | DP   | Pts | Clasificación o descenso  |
| ---- | -------------- | -- | - | - | --- | --- | ---- | --- | ------------------------- |
| 1    | BF Zaragoza    | 6  | 5 | 1 | 524 | 416 | +108 | 11  | Clasifican a los Playoffs |
| 2    | Club Juven     | 6  | 5 | 1 | 478 | 427 | +51  | 11  | Clasifican a los Playoffs |
| 3    | CB Navarra     | 6  | 1 | 5 | 419 | 461 | −42  | 7   | Clasifican a los Playoffs |
| 4    | Cepsa Tenerife | 6  | 1 | 5 | 392 | 509 | −117 | 7   | Clasifican a los Playoffs |

 Fuente: BRD

### Grupo 3
| Pos. | Equipo                 | PJ | G | P | PF | PC | DP | Pts | Clasificación o descenso        |
| ---- | ---------------------- | -- | - | - | -- | -- | -- | --- | ------------------------------- |
| 1    | Sandra Gran Canaria    | 10 | 7 | 3 | 0  | 0  | 0  | 17  |                                 |
| 2    | Universitari Barcelona | 10 | 6 | 4 | 0  | 0  | 0  | 16  |                                 |
| 3    | Caja Segovia           | 10 | 5 | 5 | 0  | 0  | 0  | 15  |                                 |
| 4    | Compañía de María      | 10 | 5 | 5 | 0  | 0  | 0  | 15  |                                 |
| 5    | Reus Ploms             | 10 | 4 | 6 | 0  | 0  | 0  | 14  | Descenso a Primera División "B" |
| 6    | Magefesa Lugo          | 10 | 3 | 7 | 0  | 0  | 0  | 13  | Descenso a Primera División "B" |

 Fuente: BRD
Notas:
1. 1 2 3 4 5 6  Se desconocen los resultados de los partidos, por lo que los puntos no aparecen.

## Playoffs
|  | Cuartos de final    | Cuartos de final    | Cuartos de final    | Cuartos de final    | Cuartos de final | Cuartos de final |                    |                    | Semifinales        | Semifinales        | Semifinales | Semifinales | Semifinales | Semifinales |  |  | Final | Final | Final | Final | Final | Final |
|  |                     |                     |                     |                     |                  |                  |                    |                    |                    |                    |             |             |             |             |  |  |       |       |       |       |       |       |
|  |                     |                     |                     |                     |                  |                  |                    |                    |                    |                    |             |             |             |             |  |  |       |       |       |       |       |       |
|  |                     |                     |                     |                     |                  |                  |                    |                    |                    |                    |             |             |             |             |  |  |       |       |       |       |       |       |
|  | G1-1 Dorna Godella  | G1-1 Dorna Godella  | G1-1 Dorna Godella  | G1-1 Dorna Godella  | 94               | 102              |                    |                    |                    |                    |             |             |             |             |  |  |       |       |       |       |       |       |
|  | G1-1 Dorna Godella  | G1-1 Dorna Godella  | G1-1 Dorna Godella  | G1-1 Dorna Godella  | 94               | 102              |                    |                    |                    |                    |             |             |             |             |  |  |       |       |       |       |       |       |
|  | G2-4 Cepsa Tenerife | G2-4 Cepsa Tenerife | G2-4 Cepsa Tenerife | G2-4 Cepsa Tenerife | 52               | 48               |                    |                    |                    |                    |             |             |             |             |  |  |       |       |       |       |       |       |
|  | G2-4 Cepsa Tenerife | G2-4 Cepsa Tenerife | G2-4 Cepsa Tenerife | G2-4 Cepsa Tenerife | 52               | 48               | G1-1 Dorna Godella | G1-1 Dorna Godella | G1-1 Dorna Godella | G1-1 Dorna Godella | 101         | 101         |             |             |  |  |       |       |       |       |       |       |
|  |                     |                     |                     |                     |                  |                  | G1-1 Dorna Godella | G1-1 Dorna Godella | G1-1 Dorna Godella | G1-1 Dorna Godella | 101         | 101         |             |             |  |  |       |       |       |       |       |       |
|  |                     | G2-2 Club Juven     | G2-2 Club Juven     | G2-2 Club Juven     | G2-2 Club Juven  | 56               | 65                 |                    |                    |                    |             |             |             |             |  |  |       |       |       |       |       |       |
|  | G2-2 Club Juven     | G2-2 Club Juven     | G2-2 Club Juven     | G2-2 Club Juven     | G2-2 Club Juven  | 56               | 65                 | 87                 | 89                 |                    |             |             |             |             |  |  |       |       |       |       |       |       |
|  | G2-2 Club Juven     | G2-2 Club Juven     | G2-2 Club Juven     | G2-2 Club Juven     |                  |                  |                    |                    |                    |                    |             |             |             |             |  |  |       |       |       |       |       |       |
|  | G1-3 Canoe N. C.    | G1-3 Canoe N. C.    | G1-3 Canoe N. C.    | G1-3 Canoe N. C.    | 75               | 74               |                    |                    |                    |                    |             |             |             |             |  |  |       |       |       |       |       |       |
|  | G1-3 Canoe N. C.    | G1-3 Canoe N. C.    | G1-3 Canoe N. C.    | G1-3 Canoe N. C.    | 75               | 74               | G1-1 Dorna Godella | G1-1 Dorna Godella | G1-1 Dorna Godella | G1-1 Dorna Godella | 96          | 97          |             |             |  |  |       |       |       |       |       |       |
|  |                     |                     |                     |                     |                  |                  | G1-1 Dorna Godella | G1-1 Dorna Godella | G1-1 Dorna Godella | G1-1 Dorna Godella | 96          | 97          |             |             |  |  |       |       |       |       |       |       |
|  |                     | G2-1 BF Zaragoza    | G2-1 BF Zaragoza    | G2-1 BF Zaragoza    | G2-1 BF Zaragoza | 69               | 70                 |                    |                    |                    |             |             |             |             |  |  |       |       |       |       |       |       |
|  | G2-1 BF Zaragoza    | G2-1 BF Zaragoza    | G2-1 BF Zaragoza    | G2-1 BF Zaragoza    | G2-1 BF Zaragoza | 69               | 70                 | 65                 | 102                | 100                |             |             |             |             |  |  |       |       |       |       |       |       |
|  | G2-1 BF Zaragoza    | G2-1 BF Zaragoza    | G2-1 BF Zaragoza    |                     |                  |                  |                    |                    |                    | 100                |             |             |             |             |  |  |       |       |       |       |       |       |
|  | G1-4 Pryca Manresa  | G1-4 Pryca Manresa  | G1-4 Pryca Manresa  | 72                  | 53               | 64               |                    |                    |                    |                    |             |             |             |             |  |  |       |       |       |       |       |       |
|  | G1-4 Pryca Manresa  | G1-4 Pryca Manresa  | G1-4 Pryca Manresa  | 72                  | 53               | 64               | G2-1 BF Zaragoza   | G2-1 BF Zaragoza   | G2-1 BF Zaragoza   | G2-1 BF Zaragoza   | 74          | 91          |             |             |  |  |       |       |       |       |       |       |
|  |                     |                     |                     |                     |                  |                  | G2-1 BF Zaragoza   | G2-1 BF Zaragoza   | G2-1 BF Zaragoza   | G2-1 BF Zaragoza   | 74          | 91          |             |             |  |  |       |       |       |       |       |       |
|  |                     | G1-2 Xerox Vigo     | G1-2 Xerox Vigo     | G1-2 Xerox Vigo     | G1-2 Xerox Vigo  | 73               | 84                 |                    |                    |                    |             |             |             |             |  |  |       |       |       |       |       |       |
|  | G1-2 Xerox Vigo     | G1-2 Xerox Vigo     | G1-2 Xerox Vigo     | G1-2 Xerox Vigo     | G1-2 Xerox Vigo  | 73               | 84                 | 80                 | 76                 |                    |             |             |             |             |  |  |       |       |       |       |       |       |
|  | G1-2 Xerox Vigo     | G1-2 Xerox Vigo     | G1-2 Xerox Vigo     | G1-2 Xerox Vigo     |                  |                  |                    |                    |                    |                    |             |             |             |             |  |  |       |       |       |       |       |       |
|  | G2-3 CB Navarra     | G2-3 CB Navarra     | G2-3 CB Navarra     | G2-3 CB Navarra     | 61               | 63               |                    |                    |                    |                    |             |             |             |             |  |  |       |       |       |       |       |       |
|  | G2-3 CB Navarra     | G2-3 CB Navarra     | G2-3 CB Navarra     | G2-3 CB Navarra     | 61               | 63               |                    |                    |                    |                    |             |             |             |             |  |  |       |       |       |       |       |       |

## Postemporada
- Campeonas de la Primera División Femenina 1991-92: Dorna Godella (2º título).
- Campeonas de la Copa de la Reina 1991-92: Dorna Godella (2º título).
- Clasificadas para Copa de Europa de Campeonas 1992-93: Dorna Godella.
- Clasificadas para Copa Ronchetti 1992-93: Xerox Vigo, Club Juven y Cepsa Tenerife (previa).
- Descendidas a Primera División B:  Magefesa Lugo (descenso deportivo) y Pryca Manresa (renuncia a la plaza, que obtiene el Banco Exterior y pasa a ser un equipo normal tras Barcelona'92).
- Ascendidas de Primera División B:  CD Donosti, Universidad de Salamanca Grupo Duero y Divino Maestro de Vitoria (repescado).